# Epomops franqueti
Epomops franqueti é uma espécie de morcego da família Pteropodidae. Pode ser encontrada na Costa do Marfim, Benim, Gana, Togo, Nigéria, Camarões, República do Congo, Gabão, Guiné Equatorial, Angola, República Democrática do Congo, República Centro-Africana, Uganda, Tanzânia, Ruanda e Sudão.